# Nicolas Dupont-Aignan
Pour les articles homonymes, voir Nicolas Dupont, Dupont ou Dupond, Aignan et NDA.
Nicolas Dupont-Aignan , né le 7 mars 1961 dans le 15e arrondissement de Paris, est un homme politique français.
Enarque, il est successivement membre du Rassemblement pour la République (RPR), du Rassemblement pour la France (RPF) et de l'Union pour un mouvement populaire (UMP), avant de fonder en parallèle et de prendre la présidence de Debout la France (DLF) — anciennement Debout la République (DLR) —, courant politique qu’il transforme en un parti se réclamant du gaullisme et du souverainisme.
Il est maire d'Yerres de 1995 à 2017 et député de l'Essonne de 1997 à 2024.
Candidat aux élections présidentielles de 2012 et de 2017, il recueille respectivement 1,79 et 4,70 % des suffrages exprimés. Dans l’entre-deux-tours de l'élection de 2017, il conclut une alliance de gouvernement avec Marine Le Pen, qui devient caduque après l'élection d'Emmanuel Macron. Tête de liste DLF, il se présente sans succès aux élections européennes de 2019. Candidat une troisième fois à l'élection présidentielle en 2022, il reçoit 2,06 % des suffrages exprimés. Il échoue ensuite à se faire réélire aux élections législatives anticipées de 2024.

## Situation personnelle

### Origines et formation
Né Nicolas Dupont, c'est à partir du cours préparatoire qu'il est connu sous son nom actuel : du fait de la présence d'un second Nicolas Dupont dans la même classe, « Dupont-Aignan » devient son nom d'usage par adjonction du nom de sa mère dont la famille de vignerons vient de Châlons-en-Champagne.
Nicolas Jean-Marc Dupont-Aignan est le petit-fils d'André Aignan, aviateur de la Première Guerre mondiale dont l'avion a été abattu dans la région de Metz, s'en sortant indemne et mort en 1974 à 86 ans à Neuilly-sur-Seine.
Son père, Jean-Louis Dupont, courtier en vin, fut chasseur alpin durant la Seconde Guerre mondiale et participa à la bataille de Narvik ; prisonnier en Allemagne il s'en évada[réf. nécessaire].
Il est le benjamin d'une fratrie de trois enfants.
Avec sa femme Valérie Vecchierini, avocate, il a eu deux filles, Victoire et Sixtine. Son épouse, son assistante parlementaire à partir de 1997, quitte son emploi début 2018 en raison de l'entrée en vigueur de la loi pour « la confiance dans la vie politique » interdisant les emplois familiaux au Parlement. Elle est ensuite embauchée comme directrice par la mairie de Yerres, dont son mari est l'ancien maire, ce qui suscite un soupçon de favoritisme, que la préfecture de l'Essonne rejette implicitement.
Il est diplômé, en 1982, de l’Institut d'études politiques de Paris (section « service public ») et obtient en 1984 une licence de droit. En 1985, il obtient un diplôme d'études supérieures spécialisées (DESS) en gestion de l'entreprise et marché financier à l'université Paris-Dauphine.
De 1987 à 1989, il est élève de l'École nationale d'administration (promotion Liberté-Égalité-Fraternité).

### Carrière civile et cabinets ministériels
Il commence sa carrière professionnelle en tant qu'administrateur civil avant d'être adjoint au chef de bureau des élections à la direction générale de l'administration du ministère de l'Intérieur en 1988-1989. En 1990, il est nommé chef de cabinet du préfet de la région Île-de-France (Olivier Philip), avec rang de sous-préfet.
De 1992 à 1993, il est directeur adjoint du cabinet du préfet de la région Île-de-France Christian Sautter, puis chef de cabinet, puis conseiller technique du ministre de l'Éducation nationale François Bayrou (1993-1994), avant d'être nommé conseiller technique pour l'emploi, l'écologie urbaine et le bruit, au sein du cabinet du ministre de l'Environnement Michel Barnier de 1994 à 1995.

### Patrimoine
En 2013, Nicolas Dupont-Aignan a déclaré que son patrimoine est constitué d'une maison à Yerres achetée 130 000 €, d'un appartement à Paris acheté 420 000 € et qu'il ne possédait aucune valeur mobilière ni assurance-vie.
Il déclare, lors de la campagne présidentielle de 2017, un patrimoine supérieur à deux millions d'euros, composé de sept biens immobiliers en nue-proprieté, tous acquis avant 2013.

## Parcours politique

### Débuts
Dans son adolescence, Nicolas Dupont-Aignan est un partisan du candidat du gaullisme social Jacques Chaban-Delmas, collant des affiches pour le candidat lors de la présidentielle de 1974. Il est ensuite membre du Rassemblement pour la République (RPR).
Le journaliste Franck Johannès indique qu'il a été proche des clubs « Convaincre » de Michel Rocard et qu'il aurait envisagé de solliciter le soutien de Jacques Guyard, maire socialiste d'Évry, pour être candidat à Corbeil-Essonnes.
À partir de 1993, il est successivement chef de cabinet puis conseiller technique de François Bayrou (UDF). Avant l'échec d'Édouard Balladur à l'élection présidentielle de 1995, il entre en février 1995 comme conseiller technique pour l’emploi, l’écologie urbaine et le bruit, au cabinet de Michel Barnier alors Ministre de l'Environnement. Toutefois, à la différence de son dirigeant, il choisit de ne soutenir aucun des deux candidats issus du RPR[réf. nécessaire].
Invoquant sa période passée, dans les années 1990, auprès de personnalités europhiles telles que François Bayrou puis Michel Barnier, Le Parisien indique : « l’engagement gaulliste [de Nicolas Dupont-Aignan] n’est donc assuré, ou assumé, qu’à partir de 1997, date de la fondation du RPF, le parti de Charles Pasqua et Philippe Séguin ».

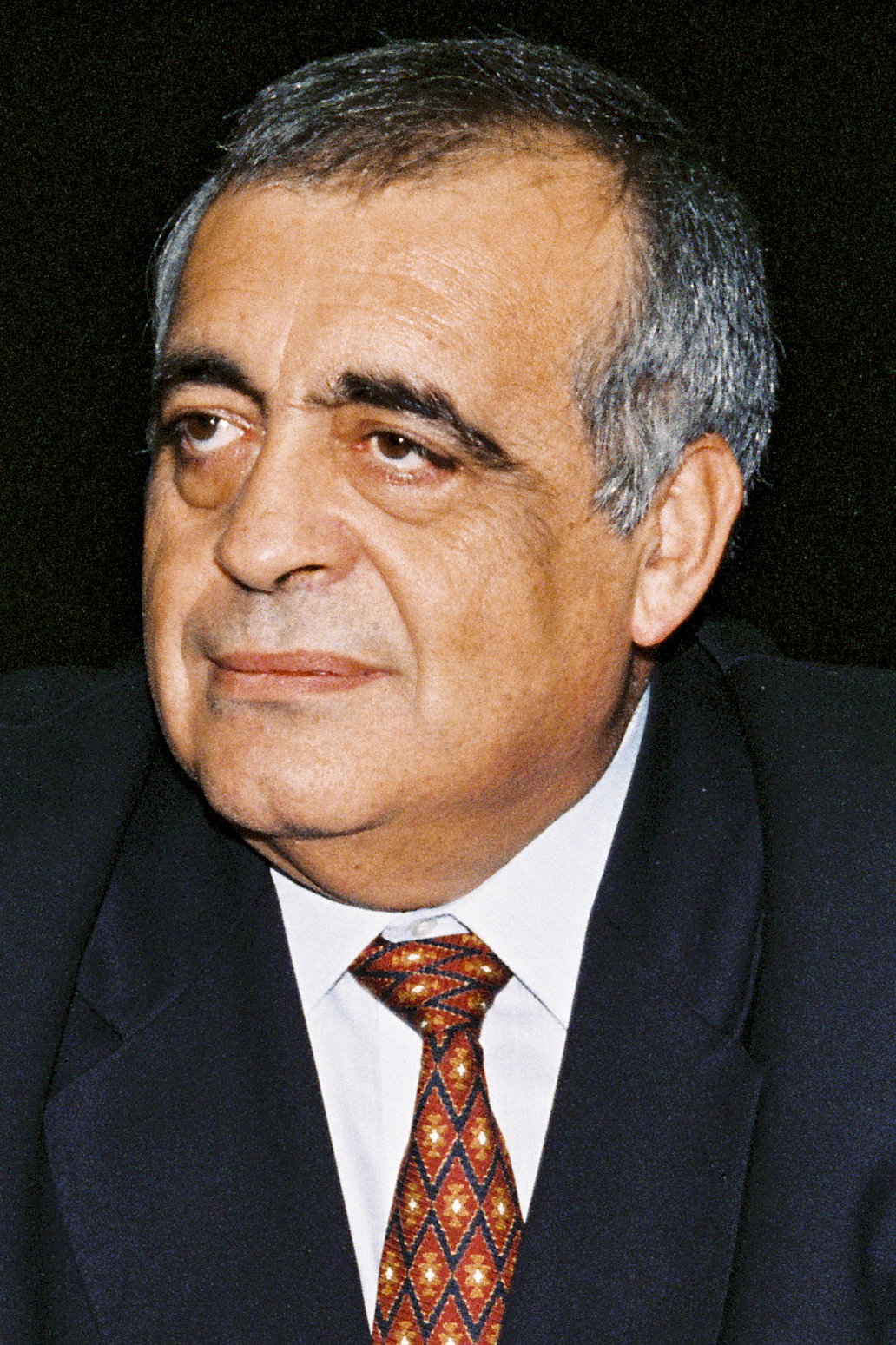
Philippe Séguin, homme politique auquel Nicolas Dupont-Aignan s'est associé pour ses idées gaullistes.

Il est désigné directeur des études au sein du RPR par son président, Alain Juppé, en février 1997[réf. nécessaire].
En février 1998, le nouveau président du RPR, Philippe Séguin, dont il s'était rapproché dès avant la dissolution de l'Assemblée nationale l'année précédente, le nomme secrétaire aux fédérations. En janvier 1999, après s'être prononcé contre la ratification du traité d'Amsterdam, il est remplacé dans ses fonctions de secrétaire aux fédérations, et amorce un rapprochement avec les souverainistes, notamment Charles Pasqua.
Le 3 février 1999, il fonde le groupe Debout la République, au sein du RPR, et, pour les élections européennes du 13 juin 1999, appelle à voter pour la liste dite souverainiste conduite par Charles Pasqua et Philippe de Villiers. Il quitte alors le RPR, le 15 juin, pour devenir dans la foulée le secrétaire général adjoint du Rassemblement pour la France (RPF), nouvelle formation lancée par Charles Pasqua, dans laquelle il est plus particulièrement chargé des fédérations. Toutefois, avant la rupture entre Charles Pasqua et Philippe de Villiers il choisit de démissionner du RPF en mai 2000.
S'ensuit une période de rapprochement d'abord avec Philippe Séguin (à cette époque candidat à la succession de Jean Tiberi, maire de Paris, puis, à l'automne 2001, avec Jean-Pierre Chevènement, alors qualifié de troisième homme par certains médias français, dans la perspective de l'élection présidentielle de 2002. Il publie même, avec ce dernier, dans les colonnes du Figaro, le 24 octobre 2001, une tribune libre intitulée « La République est morte, vive la République ».
La victoire du président sortant, Jacques Chirac, face à Jean-Marie Le Pen, lors de la présidentielle de 2002, le voit revenir dans l'orbite de la majorité présidentielle. Il est réélu député de la huitième circonscription de l'Essonne dès le premier tour des législatives de 2002.

### Implantation dans l'Essonne
Lors des élections municipales de 1995 à Yerres, la liste RPR l'emporte avec le soutien de l’Union pour la démocratie française (UDF) et de Génération écologie, avec 51,85 % des suffrages, contre la liste conduite par le maire sortant socialiste et trois autres listes. Nicolas Dupont-Aignan est élu maire par le conseil municipal de la ville.
Il prend alors les rênes d'une ville surendettée qui est tombé sous la tutelle du préfet en 1991. Au début des années 1990, la ville d'Yerres a fait la une de l'actualité pour le "Triton", un centre aquatique qui a fermé quelques mois après son ouverture et qui a laissé à la ville une dette de 20 millions d'euros.
Nicolas Dupont-Aignan redresse les finances de la ville en renégociant notamment les intérêts de la dette auprès des banques, et fait chuter l'endettement de 45 à 34 millions d'euros. Il annule les projets immobiliers de ses prédécesseurs et lance une promenade le long des berges de l'Yerres.
Malgré la défaite de la majorité présidentielle aux élections législatives de 1997, il est élu député de l'Essonne.
En 2008, il est réélu maire d'Yerres, sa liste ayant recueilli 79,70 % des voix au premier tour, ce qui fait de lui l'un des maires les mieux élus de France,. Il est réélu député de la 8e circonscription de l'Essonne avec 61,39 % des suffrages au second tour face à la candidate socialiste lors des élections législatives de 2012.

### Engagements à l'UMP

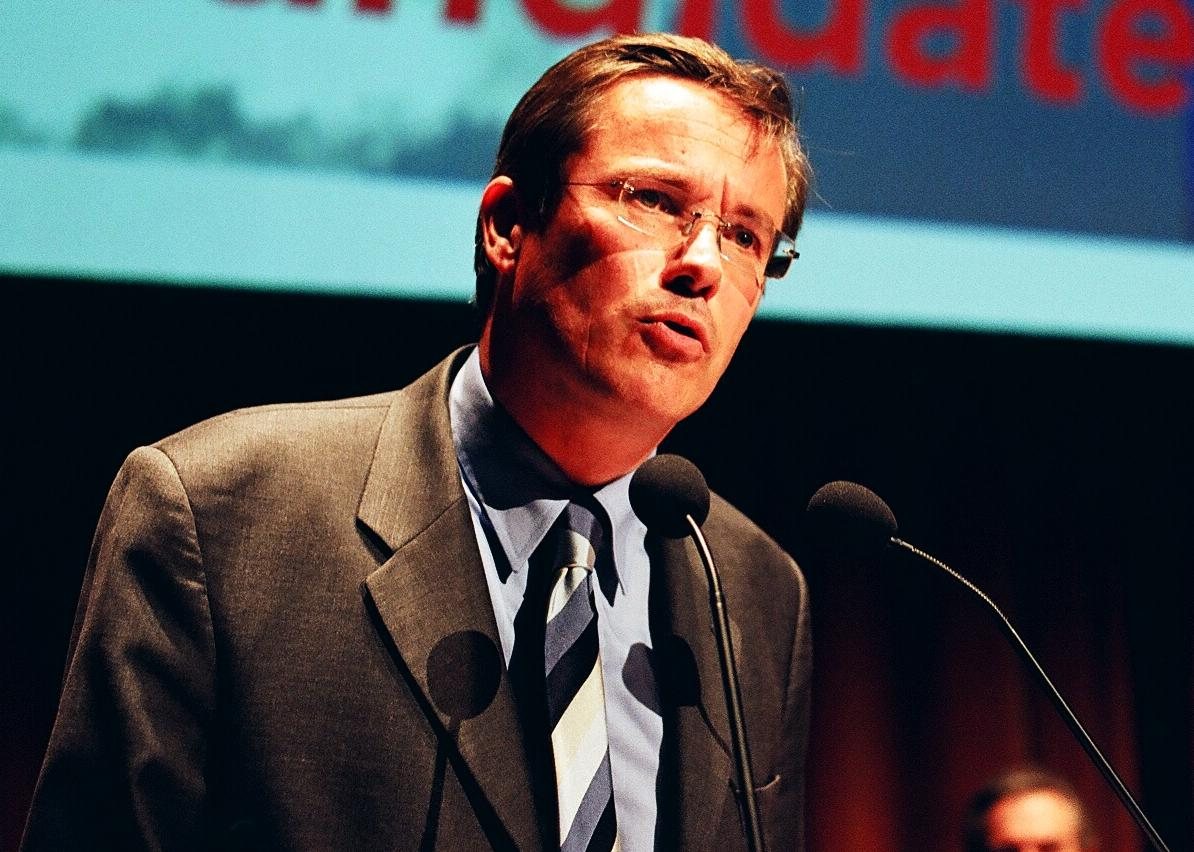
Nicolas Dupont-Aignan en 2005.

Nicolas Dupont-Aignan adhère à l'Union pour un mouvement populaire (UMP) lors de sa création en 2002. Au congrès constitutif de la nouvelle formation, qui est renommée à cette occasion « Union pour un mouvement populaire », il se porte candidat à sa présidence : il obtient un score jugé honorable avec 14,9 %, derrière les 79,4 % d’Alain Juppé, mais loin devant Rachid Kaci, Brigitte Freytag et Mourad Ghazli. Il brigue à nouveau la tête de l'UMP au congrès de 2004, obtenant 9,1 % des suffrages exprimés face à Nicolas Sarkozy (85,1 %) et Christine Boutin (5,8 %).
En 2005, avec Philippe de Villiers, il est le principal tenant à droite du « non » au référendum français sur le traité établissant une constitution pour l'Europe,. Il s'oppose également au contrat première embauche (CPE) et à la privatisation de Gaz de France,.
Il ne parvient pas à rassembler les 500 signatures d'élus nécessaires pour se présenter à l'élection présidentielle de 2007 et il appelle à voter pour Nicolas Sarkozy au second tour de l'élection présidentielle, un choix qu'il dit par la suite regretter.

### Transformation de Debout la République en parti
En désaccord avec Nicolas Sarkozy dont il l'estime qu'il ne le laisse pas s'exprimer dans le parti pour l'investiture à la candidature à l'élection présidentielle, Nicolas Dupont-Aignan quitte l'UMP le 13 janvier 2007.
Le 10 juin 2007, Nicolas Dupont-Aignan est réélu dans la huitième circonscription de l'Essonne au premier tour des élections législatives, avec 57,38 % des suffrages exprimés, face à neuf autres candidats, dont aucun UMP. À l’Assemblée nationale, il décide de siéger à nouveau sur les bancs des non-inscrits.
À partir du 9 septembre 2007, Debout la République ne se situe plus dans la majorité présidentielle. En effet, en raison de désaccords avec la politique menée par le président Nicolas Sarkozy (traité de Lisbonne, paquet fiscal, politique étrangère pro-américaine), Nicolas Dupont-Aignan a décidé de rompre les derniers liens de son mouvement avec l'UMP. Il vote même la motion de censure déposée par le groupe socialiste de l'Assemblée nationale le 8 avril 2008,.
Il crée le 23 novembre 2008 le parti politique Debout la République, avec pour ambition de concurrencer les deux partis gouvernementaux, l'UMP et le PS, qu'il estime être en réalité sur la même ligne politique même s'ils « feignent de s'opposer ». Le parti prône une vision « gaulliste » et « républicaine ».
Debout la République présente des listes dans toute la France aux élections européennes de 2009. Le député gaulliste est lui-même troisième sur la liste DLR de la circonscription d'Île-de-France. Debout la République obtient 2,04 % en métropole.
Nicolas Dupont-Aignan est tête de liste de DLR lors des élections régionales de 2010 en Île-de-France : celle-ci recueille 4,15 % des suffrages au soir du premier tour.

### Élection présidentielle de 2012

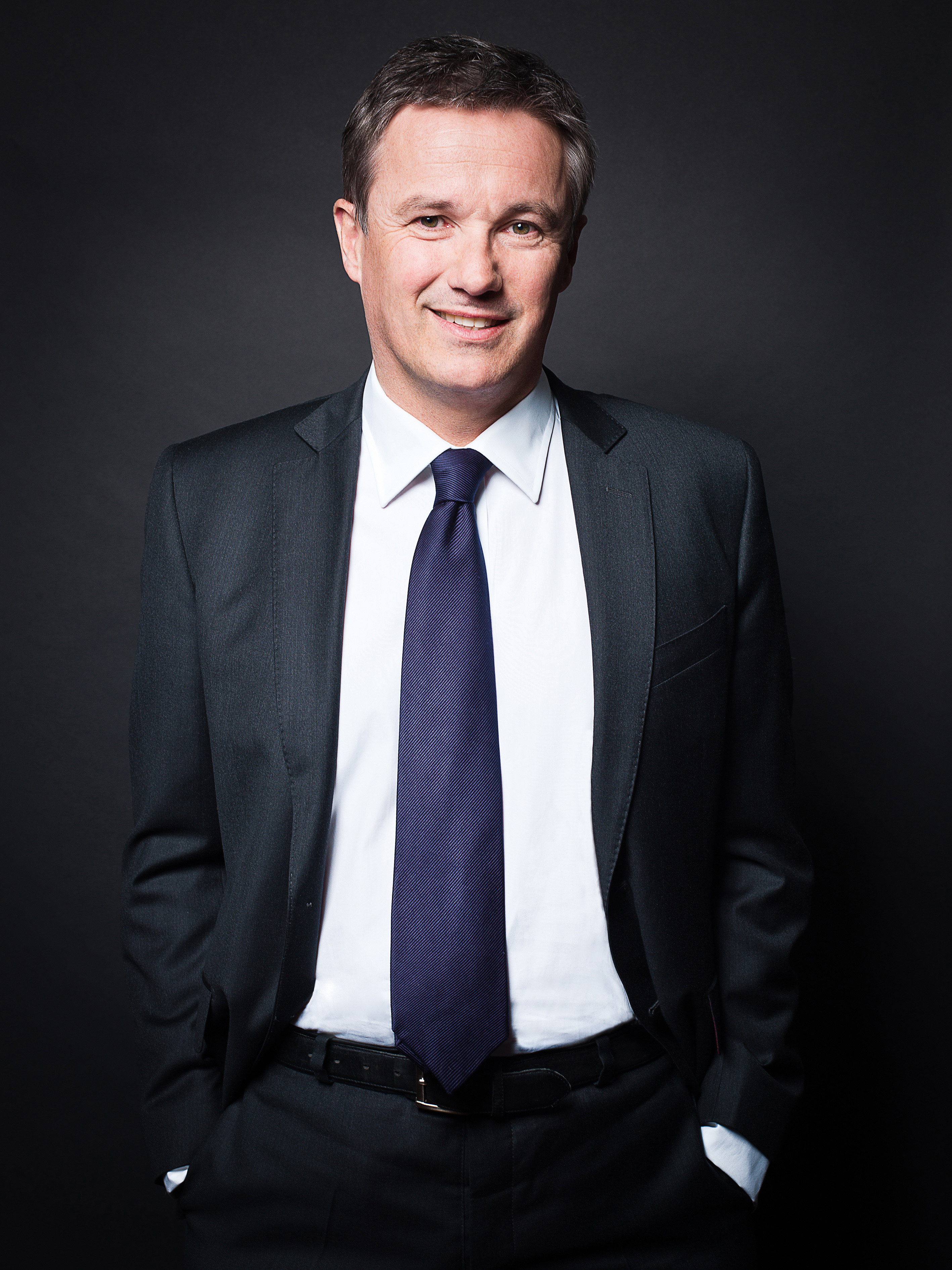
Nicolas Dupont-Aignan en 2011.

Le 21 novembre 2010, Nicolas Dupont-Aignan annonce qu'il est candidat à l'élection présidentielle de 2012, pendant le congrès annuel de son parti Debout la République, se présentant comme le candidat de la sortie de l'euro comme monnaie unique, et pour un retour au franc mais qui serait intégré au sein d'un euro transformé en monnaie commune. Afin d'illustrer son combat contre l'euro, il tient un faux billet géant de 10 € après l'avoir pointé comme la cause de la « misère », des « délocalisations », du « chômage » et de la « pauvreté ».
Totalisant 643 907 voix au premier tour, soit 1,79 % des suffrages exprimés, Nicolas Dupont-Aignan termine septième de cette élection présidentielle. Il arrive en tête à Yerres, dont il est maire (24,88 %). Il ne donne pas de consigne de vote en vue du second tour.

### Élection présidentielle de 2017

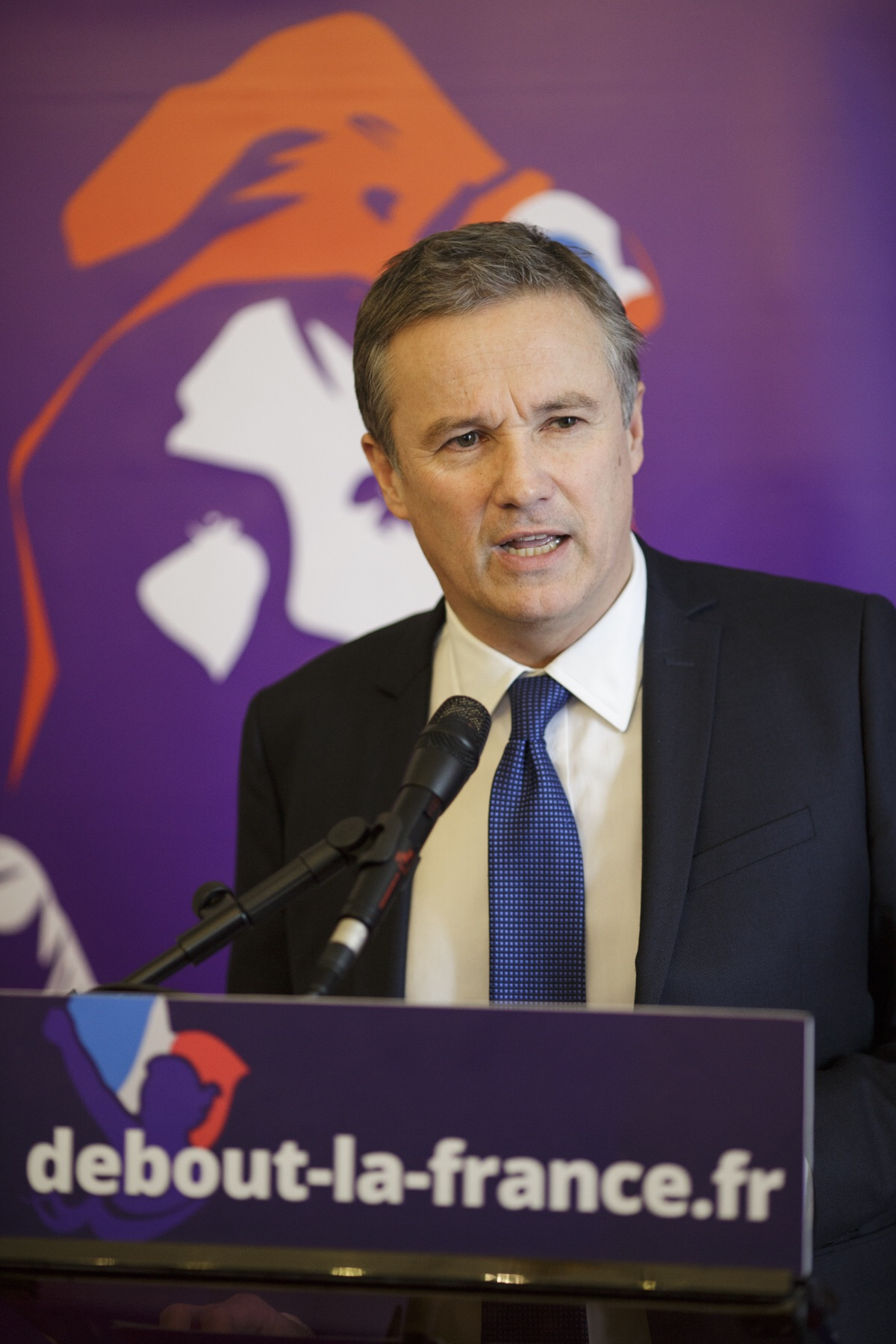
Vœux de Nicolas Dupont-Aignan à la presse (janvier 2015).

Candidat à l'élection présidentielle de 2017,, il critique les « médias détenus par des puissances d'argent », déclarant au sujet d'Emmanuel Macron : « Est-ce que vous croyez que M. Macron aurait eu toutes ces couvertures de magazine pendant des mois s'il ne servait pas des intérêts ? Tous les Français ont compris qu'il y avait un candidat chouchou »,. À trois jours du premier tour, il affirme avoir reçu des SMS de pression de la part de Serge Dassault, actionnaire du Figaro, pour qu'il renonce à sa candidature au profit de François Fillon,. Alors que l'échange de SMS entre les deux hommes n'a pas été démenti,, la société des journalistes du Figaro publie un communiqué affirmant qu'aucune instruction n'a été donnée de « censurer » Nicolas Dupont-Aignan.
Il publie une pétition pour réclamer que trois débats télévisés soient organisés avant le premier tour, le 22 avril. Invité le 18 mars 2017 au journal de 20 heures de TF1, il dénonce le manque de démocratie dont fait preuve la chaîne car sur les onze candidats à l'élection présidentielle, seuls cinq ont été invités au débat organisé le 20 mars 2017. En geste de protestation, il décide de quitter le plateau prématurément et donne deux jours à la chaîne pour inviter tous les candidats.
Le 23 avril 2017, il arrive à la sixième place (sur onze candidats), en obtenant 1 695 000 voix, soit 4,70 % des suffrages. Il échoue donc de peu à obtenir les 5 % lui permettant de se voir rembourser ses frais de campagne. Il arrive en tête dans sa commune de Yerres, où il réunit 28,62 % des suffrages.

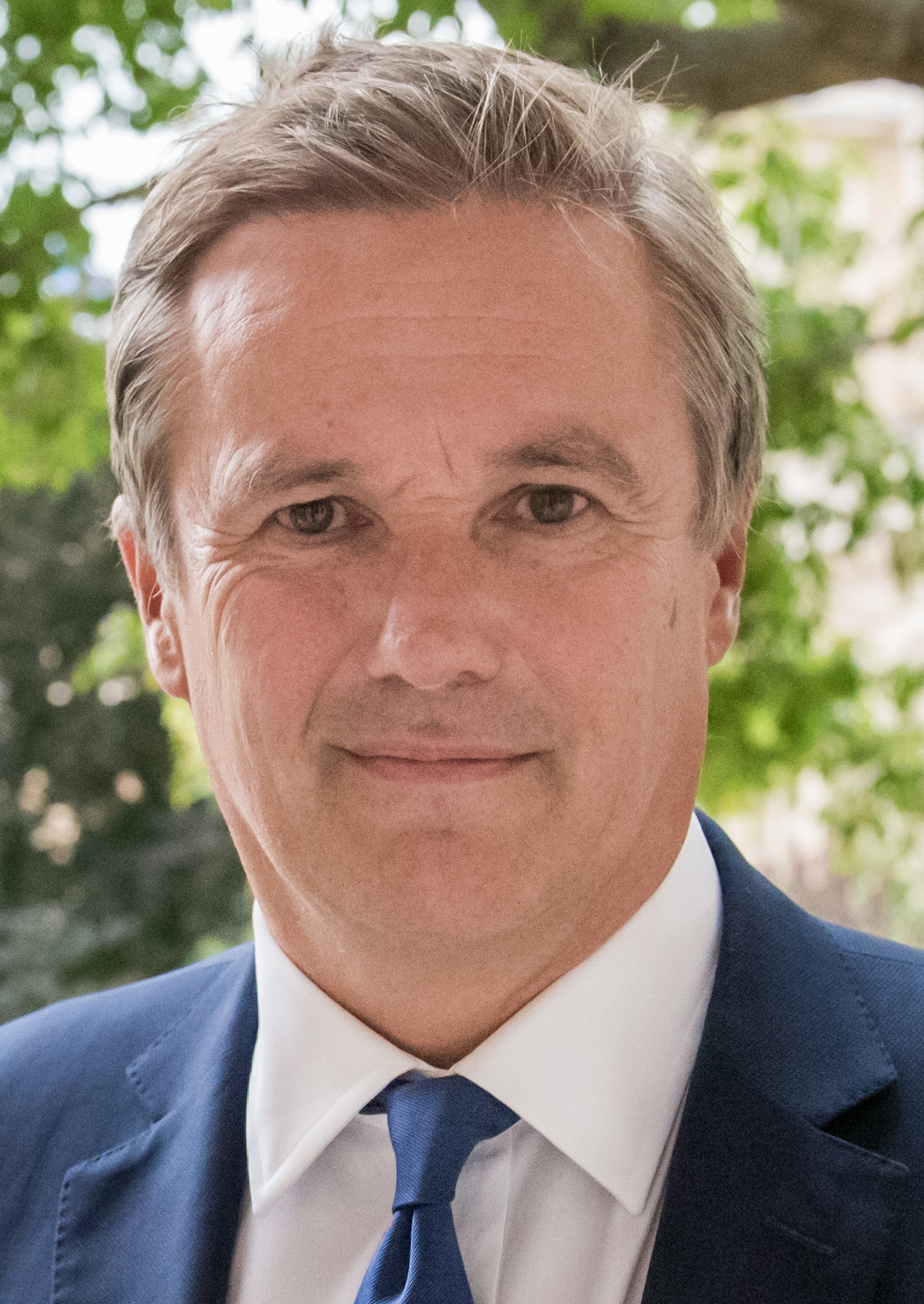
Nicolas Dupont-Aignan en 2017.

Invité au Journal de 20 heures de France 2 du 28 avril 2017, il annonce qu'il soutient Marine Le Pen et qu'il fera « campagne avec elle sur un projet de gouvernement élargi ». Le lendemain, lors d'une conférence de presse commune avec lui, Marine Le Pen annonce que si elle est élue elle fera de Nicolas Dupont-Aignan son Premier ministre. Il rompt ainsi avec le principe du front républicain,,.
Des manifestations contre cette alliance entre Nicolas Dupont-Aignan et Marine Le Pen réunissent à Yerres entre 300 et 500 personnes,,. Une partie de la classe politique se fait par ailleurs très critique sur ce ralliement, Dominique Bussereau le qualifiant de « pétainiste » et Xavier Bertrand le comparant à Pierre Laval,. Olivier Clodong, directeur de campagne de Nicolas Dupont-Aignan et son « bras droit » depuis dix ans, quitte ses responsabilités au sein de Debout la France, mais réfute l'argument que ce ralliement soit motivé par une raison financière. Dominique Jamet, vice-président du parti, démissionne. Sur 100 secrétaires départementaux de DLF, cinq font connaître leur opposition au choix de Nicolas Dupont-Aignan, qui est alors situé à l'extrême droite par Europe 1,.
Alors que Marine Le Pen échoue au second tour, les sondages indiquent que 30 % à 36 % de ses électeurs du premier tour ont voté pour Marine Le Pen, contre 27 % à 37 % pour Emmanuel Macron,. À Yerres, Marine Le Pen recueille 31,5 % des voix, soit un score trois fois supérieur à celui du premier tour,.
Il est réélu député au second tour, le 18 juin 2017, avec 52,05 % des suffrages, face au candidat La République en marche !. À l'Assemblée nationale, il est membre de la commission des Affaires étrangères. En raison de la nouvelle réglementation sur le cumul des mandats, il cède ses fonctions de maire et de président de communauté d'agglomération, mais reste conseiller municipal d'Yerres.

### Échec aux élections européennes de 2019
Après les législatives de 2017, Nicolas Dupont-Aignan annonce ne vouloir faire alliance qu'« avec une partie du FN, sans les défauts et les excès du FN ». En octobre 2017, il lance une plateforme participative, Les Amoureux de la France (LAF), pour élaborer un « programme de gouvernement commun futur » de la droite,. Selon Le Figaro, il est la cinquième personnalité la plus invitée dans les matinales entre août 2017 et juillet 2018, avec 33 passages,.
En vue des élections européennes de 2019, il refuse de faire liste commune avec le parti du Marine Le Pen, qui le lui proposait, et appelle à une alliance avec le RN et Les Républicains (LR),, ; mais Laurent Wauquiez, président des Républicains, décline l’offre. À quelques mois des européennes, des tensions apparaissent au sein des Amoureux de la France. Tête de liste, Nicolas Dupont-Aignan écarte Emmanuelle Gave en raison de tweets polémiques, ainsi que son père, l’homme d’affaires Charles Gave, qui finançait sa campagne. Ayant des difficultés à constituer sa liste, qui ne comprend finalement pas de représentant du Parti chrétien-démocrate comme initialement annoncé, le président de DLF est critiqué en interne pour sa stratégie et ses coups d’éclat médiatiques.
Donnée à 8 % à la fin de l’année 2018, juste derrière LR,, la liste « Le courage de défendre les Français avec Nicolas Dupont-Aignan » voit les intentions de vote en sa faveur passer sous les 5 % en mars 2019. Elle n'obtient finalement aucun siège, avec un score de 3,5 % des suffrages exprimés.

### Élections régionales de 2021
Aux élections régionales de 2021, il se rapproche des Républicains, s’alliant avec leur tête de liste en Bourgogne-Franche Comté dès le premier tour et appelant à voter pour Valérie Pécresse au second tour en Île-de-France. Ancien proche de Nicolas Dupont-Aignan, Maxime Thiébaut confie qu’il espère ainsi bénéficier de l’appui des Républicains pour sauver sa circonscription de l'Essonne en 2022, alors qu’il a failli la perdre en 2017 après son accord avec Marine Le Pen.

### Élection présidentielle de 2022
Le 26 septembre 2020, Nicolas Dupont-Aignan annonce au Journal de 20 heures de TF1 sa candidature à l'élection présidentielle de 2022. Il dit vouloir éviter un nouveau duel entre Emmanuel Macron et Marine Le Pen.
En septembre 2021, Nicolas Dupont-Aignan tombe à 2 % d'intentions de vote (contre 4 à 6 % auparavant) au premier tour de l’élection présidentielle, pâtissant d'une possible candidature d'Éric Zemmour et d'une vague de départs de militants de son parti qui lui reprochent sa posture. En décembre, alors que certains l'accusent d'avoir insuffisamment communiqué sur sa contamination au Covid-19, sa chargée de communication démissionne et sa campagne est au point mort,,. Le 7 mars 2022, Nicolas Dupont-Aignan devient officiellement candidat à l'élection présidentielle, et fait partie des douze candidats de la liste officielle publiée par Laurent Fabius, président du Conseil constitutionnel. Le 14 mars, Florian Philippot rallie sa candidature.
Il remporte 2,06 % des suffrages exprimés au premier tour, et appelle alors, une nouvelle fois, à voter pour Marine le Pen pour le second tour, afin de « faire barrage à Macron ».

### Poursuite de sa fonction de député à l'Assemblée nationale (2022-2024)
Candidat aux élections législatives de 2022 pour un sixième mandat de député, il arrive en tête du premier tour le 12 juin avec 33,34 % des suffrages exprimés. Le 19 juin, il est réélu au second tour avec 57,26 % de suffrages exprimés face à Émilie Chazette-Guillet de La France insoumise.
Le 11 juillet 2022, il est le seul député ne siégeant pas dans un groupe de la NUPES à voter la motion de censure déposée par cette dernière à l'encontre du gouvernement Borne.
Cependant, après 27 ans de mandat, il ne recueille que 37,48 % des voix et n’est pas réélu député lors du second tour des élections législatives de 2024.

### Élection présidentielle de 2027
Le 8 mars 2025, il annonce sa candidature à l'élection présidentielle de 2027, lors d'une réunion publique devant des militants de Debout la France,,. Il propose notamment de sortir de l'Union européenne en cas d'échec d'une réforme de celle-ci et de mettre fin à l'accord franco-algérien de 1968.

## Prises de position et idées politiques

### Ligne gaulliste et souverainiste

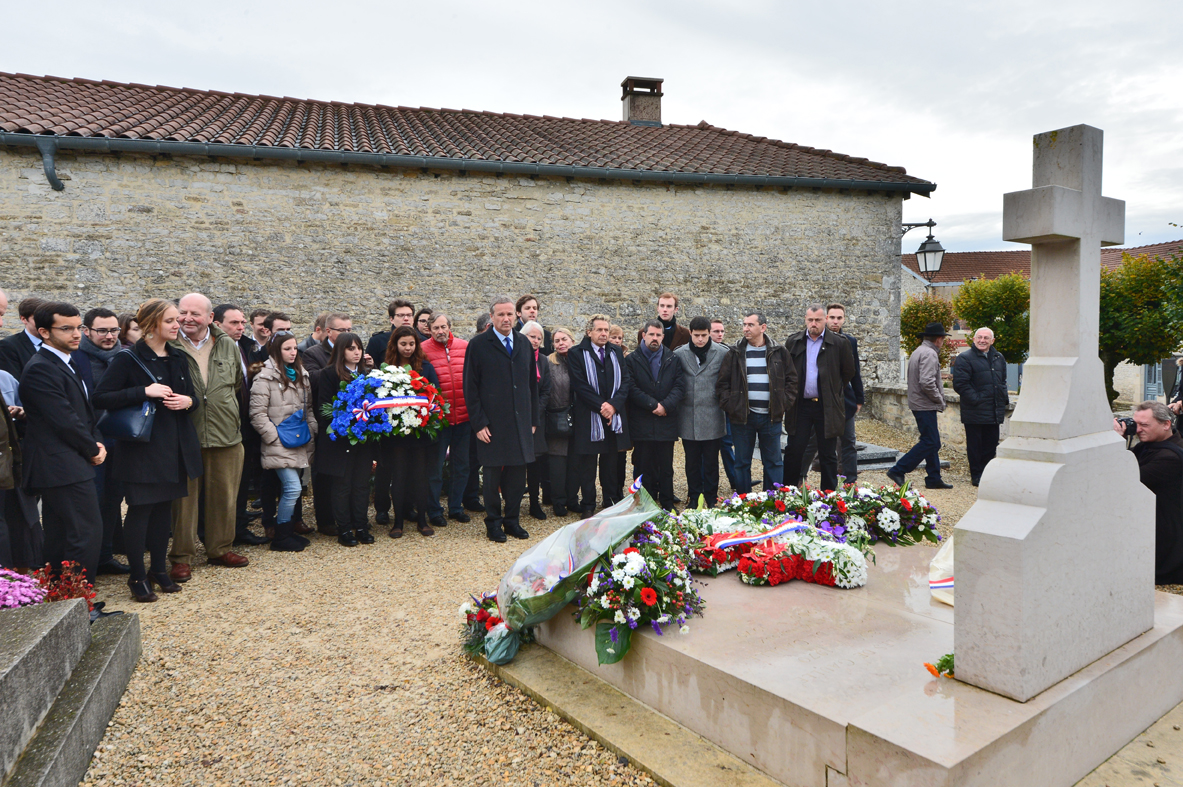
Nicolas Dupont-Aignan sur la tombe de Charles de Gaulle le 9 novembre 2014 (Colombey-les-Deux-Églises).

Nicolas Dupont-Aignan se déclare gaulliste, républicain, souverainiste et attaché à l'État-nation,,.

### Critique de l’immigration
Face à l'afflux de migrants fin 2015, il souhaite un référendum d'initiative populaire afin que les Français se prononcent pour un rétablissement des frontières en contradiction avec l'acquis de Schengen.
Durant sa campagne présidentielle de 2017, il rallie la théorie complotiste et raciste du grand remplacement,.

### Justice et sécurité
Nicolas Dupont-Aignan propose dans son programme présidentiel de 2012 de construire, dans les casernes désaffectées, quelque 20 000 places de prison, d’instaurer la « perpétuité réelle » ou encore de supprimer les remises de peines automatiques.
En 2014, face au terrorisme, il propose de rouvrir le bagne de Cayenne pour les djihadistes français.

### Sujets sociétaux
Nicolas Dupont-Aignan est favorable à « l'union civile » pour les couples homosexuels, mais apporte son soutien à l’action de La Manif pour tous, qui est opposée au mariage homosexuel, à l’extension de la procréation médicalement assistée (PMA) et à la légalisation de la gestation pour autrui (GPA), pour proposer une alternative à la loi. Sur l'euthanasie et le suicide assisté, il juge dangereux de modifier la loi Leonetti de 2005, qui est selon lui déjà « un grand progrès », s'opposant à toute aide médicale pour la fin de vie au profit d'un développement des soins palliatifs,.
Concernant le droit des femmes, il propose l’interdiction du hidjab dans des lieux comme les universités, la mise en place de peines plancher « d'une implacable sévérité envers les auteurs de violences » envers les femmes (qu'elles soient conjugales ou non), ainsi que le renforcement des campagnes d’information sur la contraception réalisées par le planning familial.

### Environnement et agriculture
Parmi ses propositions lors de l'élection présidentielle de 2017, Nicolas Dupont-Aignan veut interdire les OGM sans en interdire la recherche. Représentant important du versant de la droite dure revendiquant un attachement au sujet, il souhaite aussi déposer un projet de loi reconnaissant la sensibilité des animaux dans le Code pénal.

### Politique culturelle
En 2009, Nicolas Dupont-Aignan prend parti contre la loi Hadopi. Au même moment, avant les élections européennes, il publie son Petit livre mauve aux éditions in Libro Veritas mais aussi en libre circulation sur Internet. Ainsi, le 11 mars 2009, il défend à l'Assemblée nationale la licence globale, jugeant internet comme « un formidable moyen de diffusion de la culture » qui « change la démocratie dans le bon sens ». Il souhaite développer l'Internet haut débit sur tout le territoire.

### Union européenne

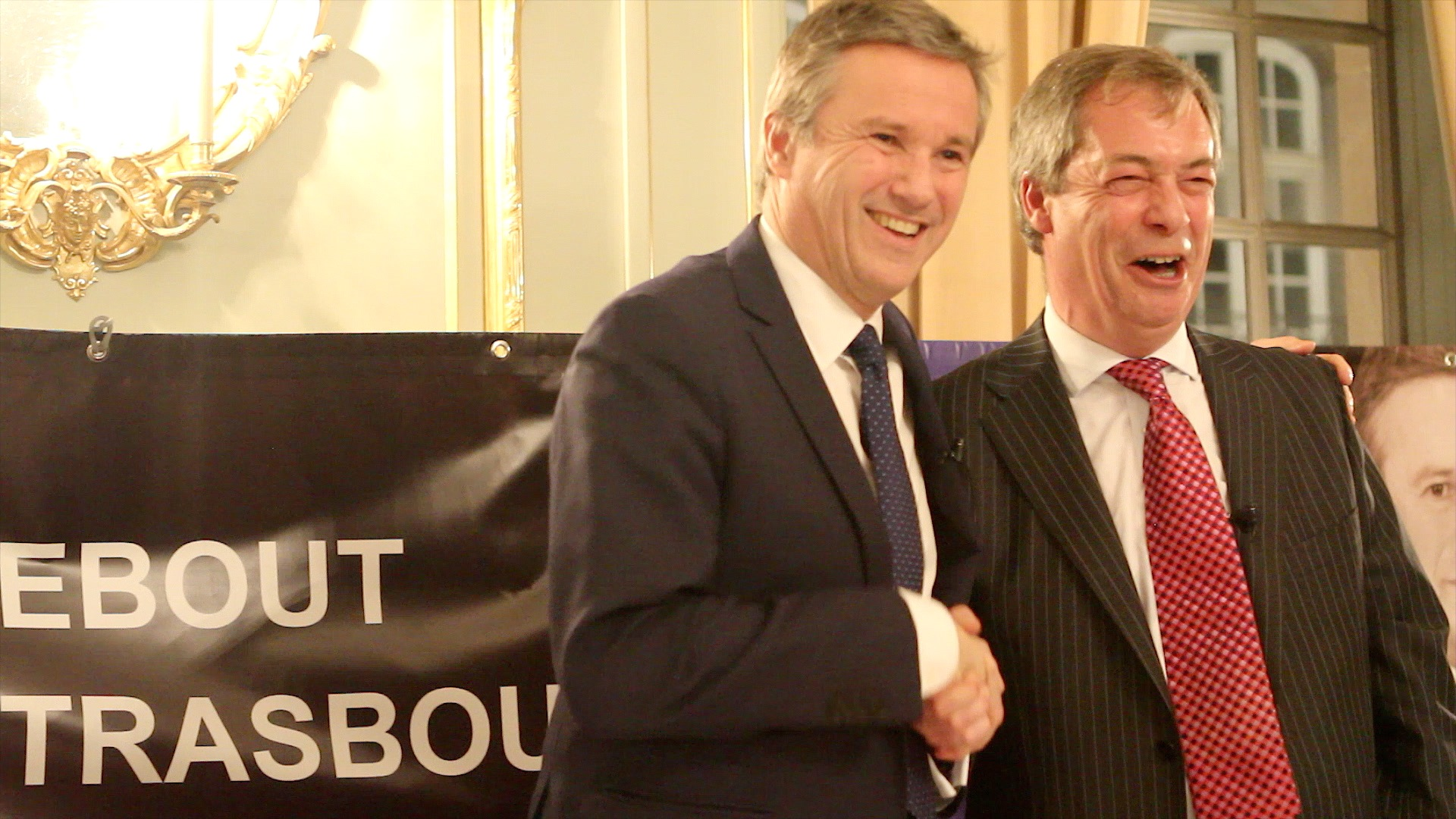
Nicolas Dupont-Aignan et son allié britannique Nigel Farage en 2013.

Nicolas Dupont-Aignan critique l'euro et les institutions européennes (Commission européenne et BCE notamment), qu'il qualifie de « technocratiques ». Il indique cependant qu'il n'est « pas favorable au Frexit, du moins dans l'immédiat », préférant essayer d'abord de « réorienter la construction européenne ».
En mai 2014, pour dénoncer le manque de contrôle aux frontières, il fait passer de l'Italie vers la France une Kalachnikov dans un coffre de voiture pour réclamer un rétablissement des contrôles douaniers.

### Affaires étrangères
Nicolas Dupont-Aignan demande la sortie de la France du commandement intégré de l'OTAN. Il demande un soutien particulier à l'Afrique en défendant la protection de l'économie africaine contre la concurrence mondiale afin de lui permettre d'atteindre l'autosuffisance alimentaire et de développer une économie régionale dépassant la simple exploitation des ressources naturelle.
Après la mort du président vénézuélien Hugo Chávez en 2013, il déclare : « Ce soir, un lourd silence s'étend depuis le cœur du Venezuela. Une des grandes voix du monde libre s'est éteinte ». Lors des élections législatives grecques de janvier 2015, il soutient les Grecs indépendants tout en présentant SYRIZA comme étant une force de « gauche de bon sens ».
Il soutient le régime syrien dans le cadre de la guerre civile syrienne et déclare que Bachar el-Assad est « le seul président légitime en Syrie »,. Contre l'État islamique, il demande d'« arrêter de combattre Bachar el-Assad ».
Dans son programme présidentiel de 2017, il propose de « sortir unilatéralement du régime de sanctions contre la Russie ». Jean-Yves Camus relève que dans le contexte de la guerre du Donbass, il fut l’un des rares politiques français à préconiser « une Ukraine à la fois neutre (c'est-à-dire définitivement hors de l'OTAN) et fédérale », ainsi que la transformation de l’Union européenne en « projet d'Europe de coopérations à la carte de l'Atlantique à l'Oural ».

En vue de l'élection présidentielle américaine de 2020, il indique qu'il voterait pour le président sortant Donald Trump s'il était américain, jugeant son bilan « positif » en raison de sa « lucidité dans la guerre commerciale contre la Chine », de sa politique de « réindustrialisation » et de ses mesures protectionnistes, mais « sans enthousiasme » en raison des « maladresses » et des « excès » du président américain.

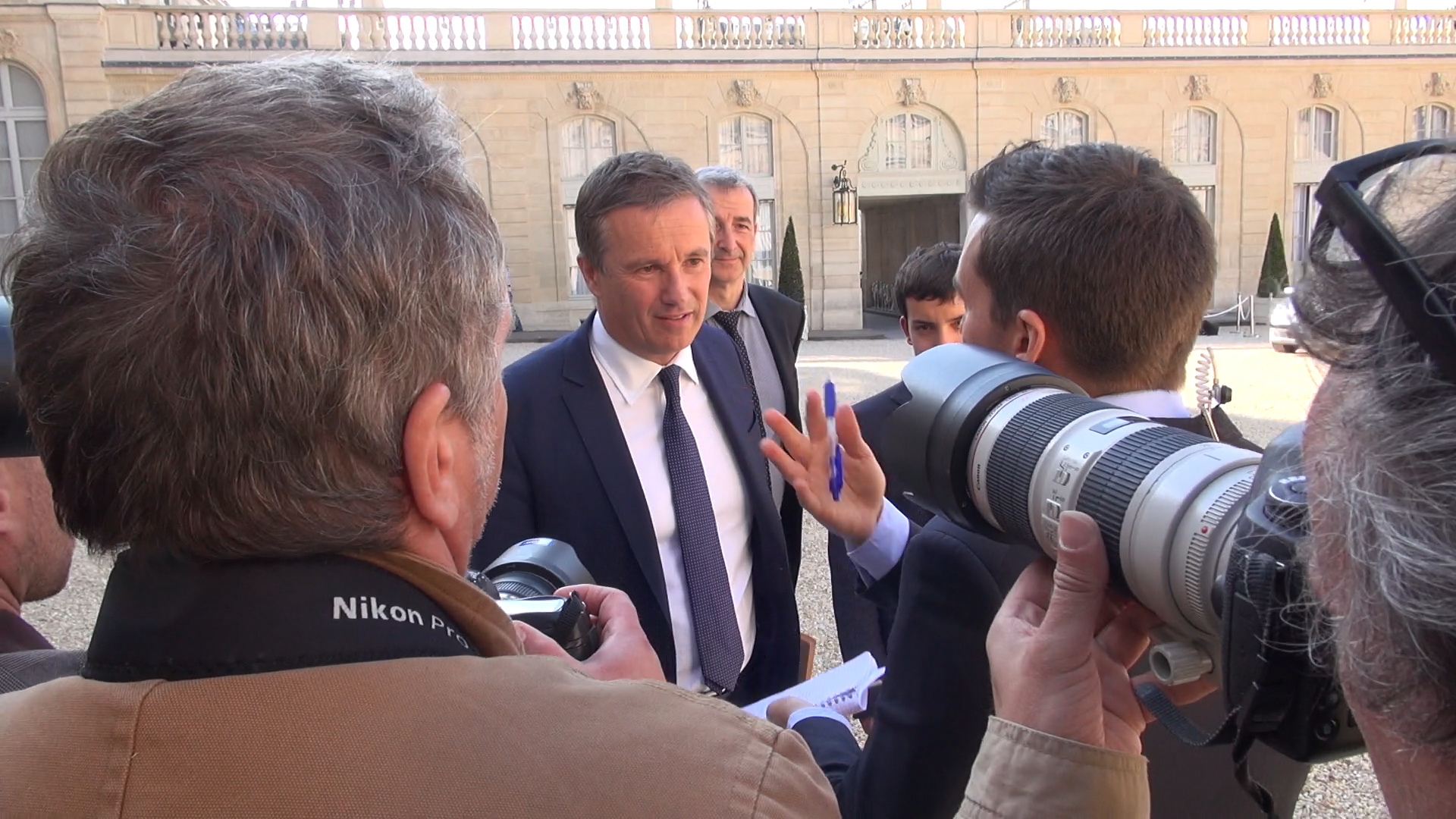
Nicolas Dupont-Aignan interrogé à l'Élysée (2014).

En 2014, il soutient un vote à l'Assemblée nationale pour reconnaître un État palestinien ; il se prononce aussi pour la reconnaissance unilatérale par Paris et par anticipation de l’État palestinien. The Times of Israël met en cause un double discours de sa part au sujet d'Israël et du conflit israélo-palestinien : « Quand il s’exprime à Yerres devant un parterre d’électeurs Loubavitch, il proclame son amour pour Israël et son souci pour la sécurité du pays. Pourtant, il a tenu à plusieurs reprises des propos douteux, frisant l’antisémitisme, sur la question proche-orientale ». Durant la guerre de Gaza de 2014, il condamne les actions « disproportionnées » d’Israël pendant l’opération militaire et appelle François Hollande à obliger Israël, avec le concours des Nations unies, à « se retirer des territoires qu’il occupe » ; il estime que « certains dirigeants israéliens et palestiniens sont co-responsables du [conflit] ».
Il est reçu en décembre 2020 par le président brésilien Jair Bolsonaro, puis s'entretient avec son fils Eduardo Bolsonaro, et enfin avec le ministre des Affaires étrangères Ernesto Araújo. Il explique au sujet de ces entretiens faire son « devoir de patriote » en « réchauffant les relations franco-brésiliennes ».

### Pandémie de Covid-19
Durant la pandémie de Covid-19 en France, il dénonce certaines mesures de restrictions des libertés décidées par le gouvernement. Avec notamment Florian Philippot, il manifeste à l’été 2021 contre l’instauration du passe sanitaire et l’obligation vaccinale, appelant au respect des libertés individuelles et dénonçant une « dictature sanitaire », et contribue à la désinformation sur les traitements et sur la vaccination lors d'entretiens télévisés,.
Le 22 décembre 2021, Nicolas Dupont-Aignan affirme, en s'appuyant sur une étude de la Drees, que 63 % des morts de la Covid-19 à l'hôpital sont des personnes vaccinées et s'en prend aux « mensonges du gouvernement afin de faire appliquer coûte que coûte le tout-vaccin à la population française et aux enfants ». Cependant, cette même étude met en garde contre une mauvaise interprétation de ces chiffres : elle explique qu'étant donné que seuls 9 % des Français éligibles ne sont pas vaccinés et que ceux-ci représentent 38 % des décès, les non vaccinés sont en réalité surreprésentés à l'hôpital. De son côté, la DREES dénonce une « interprétation complètement erronée de l'étude » et indique : « Le jour où 100 % de la population sera vaccinée, comme un vaccin n'est jamais efficace à 100 %, on aura 100 % de vaccinés parmi les décès. Ça ne veut pas dire que le vaccin n'est pas efficace ».

### Désinformation
Nicolas Dupont-Aignan a plusieurs fois relayés des éléments de désinformation et des théories complotistes sur différents sujets, comme l'interdiction supposée des fouilles de prisonnier dans les prisons françaises, le Traité d'Aix-la-Chapelle qui conduirait à vendre l’Alsace et la Lorraine à l’Allemagne,, le soutien supposé de Laurent Fabius aux rebelles syriens d'al-Nusra, l'exonération d'impôts des commissaires européens ou un simple paquet de mouchoir présenté comme un sachet de cocaïne que se seraient partagés différents chefs d'États européens.

## Stratégies électorales et affiliations

### Soutien à des personnalités de bords différents

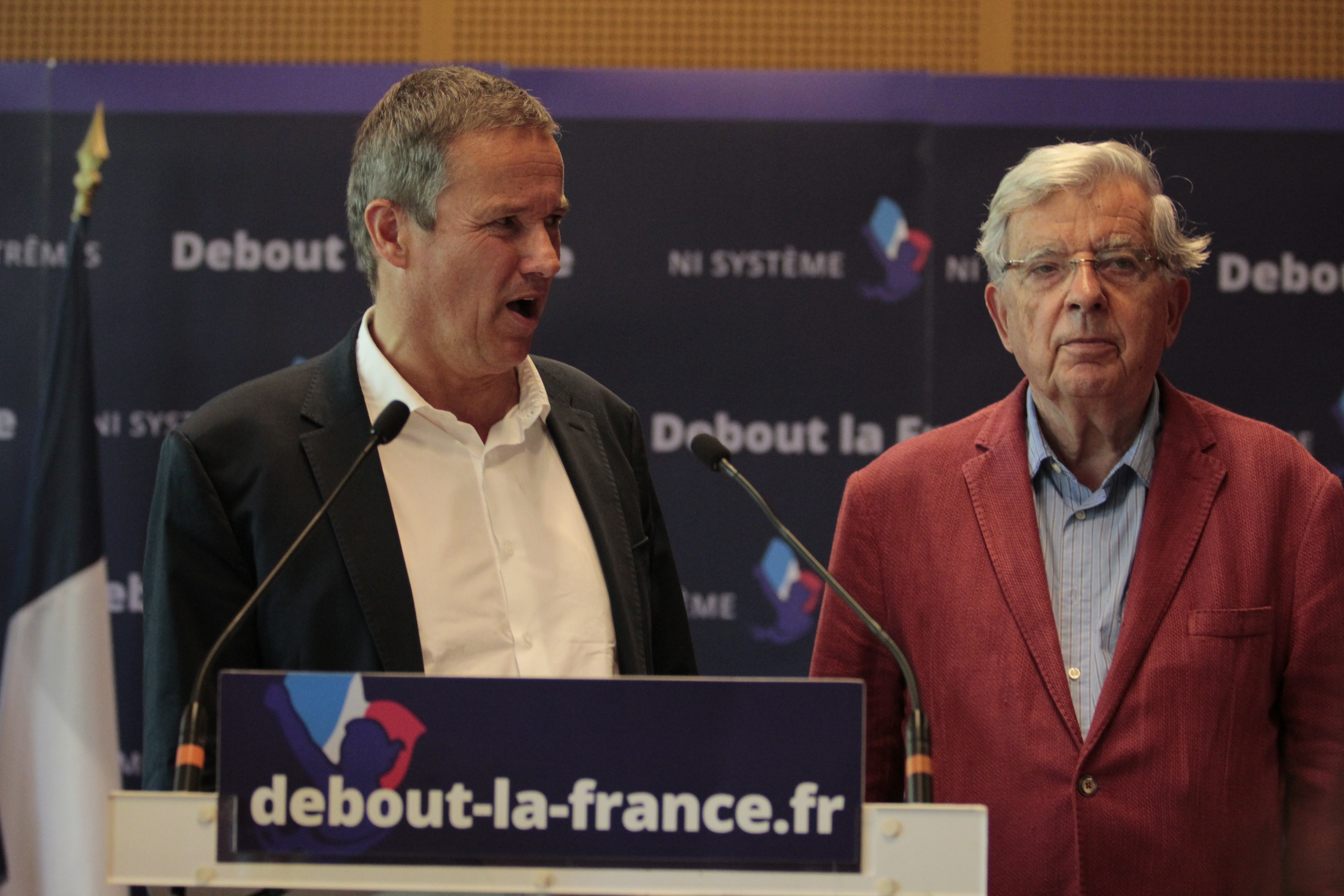
Nicolas Dupont-Aignan et Jean-Pierre Chevènement aux universités d'été de DLF (2015).

Nicolas Dupont-Aignan se dit ouvert à des alliances aussi bien avec la droite qu’avec la gauche. Ainsi, il soutient des candidatures portées par la Ligue du Sud aux élections départementales de 2015 en Vaucluse et dans les Alpes de Haute Provence, et présente aussi des candidatures communes avec le Mouvement républicain et citoyen ou encore le Mouvement pour la France. Il entend constituer une alliance gouvernementale souverainiste d'ouverture à des personnes telles que François Delapierre, Henri Guaino, Arnaud Montebourg, Florian Philippot, Jean-Pierre Chevènement, Philippe de Villiers,. Il apporte son soutien à Robert Ménard pour sa candidature à la mairie de Béziers en 2014, mais prend ensuite ses distances en présentant des candidats face à lui aux élections départementales de 2015 dans l'Hérault. En 2015, il se dit prêt à une alliance avec le Front de gauche « si c’est pour sauver la France et si c’est sur un programme intelligent de création de richesses ».
Il entretient de bonnes relations avec des membres de son ancien parti l'UMP comme Henri Guaino, Jacques Myard, Lionnel Luca, Rachida Dati, Laurent Wauquiez, les appelant à le rejoindre. Il joue de ses relations pour faire élire à la présidence du conseil départemental de l'Essonne François Durovray, son ancien directeur de cabinet au sein de la mairie d'Yerres,.

### Relations et alliance avec le Front national
En 2012, il indique vouloir dialoguer avec le Front national et n'exclut pas de gouverner avec lui s'il se débarrasse de son arrière-boutique « xénophobe et raciste ». Il déclare alors que Marine Le Pen pourrait être son Premier ministre. À la suite de ces déclarations, Laurent Pinsolle annonce qu’il démissionne de son poste de porte-parole de Debout la République, tout en restant au parti.
Jugeant Marine Le Pen moins extrémiste que son père mais « prisonnière » d'un cadre idéologique hérité de ce dernier, il refuse alors toute alliance avec le Front national ou le Rassemblement bleu Marine au motif que le parti a gardé une tendance peu compatible avec sa ligne gaulliste et républicaine. En outre, il juge que Marine Le Pen garde un discours facteur de divisions entre Français et, bien qu'ayant de fortes similitudes sur les questions socio-économiques avec elle, trouve son programme en la matière trop « étatiste ». Dupont-Aignan reproche à l'« UMPS » de se servir du FN pour se maintenir au pouvoir et utilise le slogan « Ni système, ni extrêmes » pour les élections européennes de 2014. Cependant, il n'exclut pas un rapprochement à terme avec un Front national plus modéré.
Le 29 avril 2017, pendant l'entre-deux tours de l'élection présidentielle, il conclut un accord de gouvernement avec Marine Le Pen où il parvient à faire inscrire des propositions de son programme.
En octobre 2017, il lance la plateforme « Les Amoureux de la France », qui vise à encourager l'union des droites, aux côtés notamment de Jean-Frédéric Poisson, Emmanuelle Ménard, Julien Rochedy, Nicolas Dhuicq. Il se rapproche par la suite des Républicains (LR).

### Au niveau européen
Nicolas Dupont-Aignan est l'allié de UKIP de Nigel Farage au Royaume-Uni, du Mouvement 5 étoiles de Beppe Grillo en Italie et des Grecs indépendants de l'ancien ministre de la Défense Pános Kamménos en Grèce. En mai 2013, son parti tient un meeting sur l'Europe regroupant des personnalités eurosceptiques (Nigel Farage, Timo Soini, Slavi Binev) issus : de l'UKIP, des Vrais Finlandais, de l'Union nationale Attaque. Avant les élections européennes de 2019, il annonce rejoindre les Conservateurs et réformistes européens. Le 26 mars 2024, il annonce qu'il ne présentera pas de liste aux élections européennes se déroulant la même année.

## Détail des mandats et fonctions

### Mandats locaux
- Maire :
  - 25 juin 1995[21] - 18 mars 2001 : maire d'Yerres (Essonne), la liste RPR l'ayant emporté dès le premier tour, avec 51,85 % des suffrages ;
  - mars 2001 - mars 2008 : maire d'Yerres (sa liste l'emporte au premier tour, avec 76,15 % des voix exprimées) ;
  - mars 2008 - mars 2014 : maire d'Yerres (sa liste l'emporte au premier tour, avec 79,70 % des voix exprimées) ;
  - mars 2014[160],[161] - 23 juillet 2017[162] : maire d'Yerres (sa liste l'emporte au premier tour, avec 77,14 % des voix exprimées) ;
  - depuis le 23 juillet 2017 : conseiller municipal d'Yerres.
- Intercommunalité :
  - 22 mars 2002 - 31 décembre 2015 : président de la communauté d'agglomération du Val d'Yerres[163],[i] ;
  - 9 mars 2016[164] - 25 juillet 2017[165] : président de la communauté d'agglomération Val d'Yerres Val de Seine.

### Mandats parlementaires
- Député (Assemblée nationale) :
  - Du 12 juin 1997 au 18 juin 2002 : député RPR (élu dans la 8e circonscription de l'Essonne) ;
  - Du 19 juin 2002 au 19 juin 2007 : député UMP (réélu dans la 8e circonscription de l'Essonne) ;
  - Du 20 juin 2007 au 16 juin 2012 : député DLR (réélu dans la 8e circonscription de l'Essonne) ;
  - Du 17 juin 2012 au 18 juin 2017 : député DLR (réélu dans la 8e circonscription de l'Essonne) ;
  - Du 19 juin 2017 au 19 juin 2022 : député DLF (réélu dans la 8e circonscription de l'Essonne) ;
  - Du 20 juin 2022 au 9 juin 2024 : député DLF (réélu dans la 8e circonscription de l'Essonne).

## Synthèse des résultats électoraux

### Élections présidentielles
| Année | Parti   | Parti | 1er tour  | 1er tour | 1er tour | Issue   |
| Année | Parti   | Parti | Voix      | %        | Rang     | Issue   |
| ----- | ------- | ----- | --------- | -------- | -------- | ------- |
| 2012  |         | DLR   | 643 907   | 1,79     | 7e       | Éliminé |
| 2017  |         | DLF   | 1 695 000 | 4,70     | 6e       | Éliminé |
| 2022  | 725 176 | DLF   | 2,06      | 9e       | Éliminé  |         |

### Élections législatives
| Année | Parti  | Parti | Circonscription | 1er tour | 1er tour | 1er tour | 2d tour | 2d tour | 2d tour | Issue |
| Année | Parti  | Parti | Circonscription | Voix     | %        | Rang     | Voix    | %       | Rang    | Issue |
| ----- | ------ | ----- | --------------- | -------- | -------- | -------- | ------- | ------- | ------- | ----- |
| 1997  |        | RPR   | 8e de l'Essonne | 13 098   | 30,16    | 1er      | 22 848  | 50,10   | 1er     | Élu   |
| 2002  |        | UMP   | 8e de l'Essonne | 23 871   | 54,34    | 1er      |         |         |         | Élu   |
| 2007  |        | DVD   | 8e de l'Essonne | 25 306   | 57,38    | 1er      | Élu     |         |         |       |
| 2012  |        | DLR   | 8e de l'Essonne | 18 904   | 42,82    | 1er      | 25 989  | 61,39   | 1er     | Élu   |
| 2017  |        | DLF   | 8e de l'Essonne | 11 281   | 29,75    | 2e       | 17 344  | 52,05   | 1er     | Élu   |
| 2022  | 11 803 | DLF   | 8e de l'Essonne | 33,34    | 1er      | 19 306   | 57,26   | 1er     | Élu     |       |
| 2024  | 16 288 | DLF   | 8e de l'Essonne | 32,96    | 2e       | 18 672   | 37,48   | 2e      | Battu   |       |

### Élections européennes
Les résultats ci-dessous concernent uniquement les élections où il est tête de liste.
| Année | Parti | Parti      | Circonscription | Voix    | %    | Rang | Sièges obtenus |
| ----- | ----- | ---------- | --------------- | ------- | ---- | ---- | -------------- |
| 2019  |       | DLF (CNIP) | France          | 795 508 | 3,51 | 7e   | 0 / 79         |

### Élections régionales
Les résultats ci-dessous concernent uniquement les élections où il est tête de liste.
| Année | Parti | Parti      | Région        | 1er tour | 1er tour | 1er tour | Issue   | Sièges obtenus |
| Année | Parti | Parti      | Région        | Voix     | %        | Rang     | Issue   | Sièges obtenus |
| ----- | ----- | ---------- | ------------- | -------- | -------- | -------- | ------- | -------------- |
| 2010  |       | DLR (CNIP) | Île-de-France | 119 844  | 4,15     | 6e       | Éliminé | 0 / 209        |
| 2015  |       | DLF        | Île-de-France | 207 286  | 6,57     | 6e       | Éliminé | 0 / 209        |

## Publications

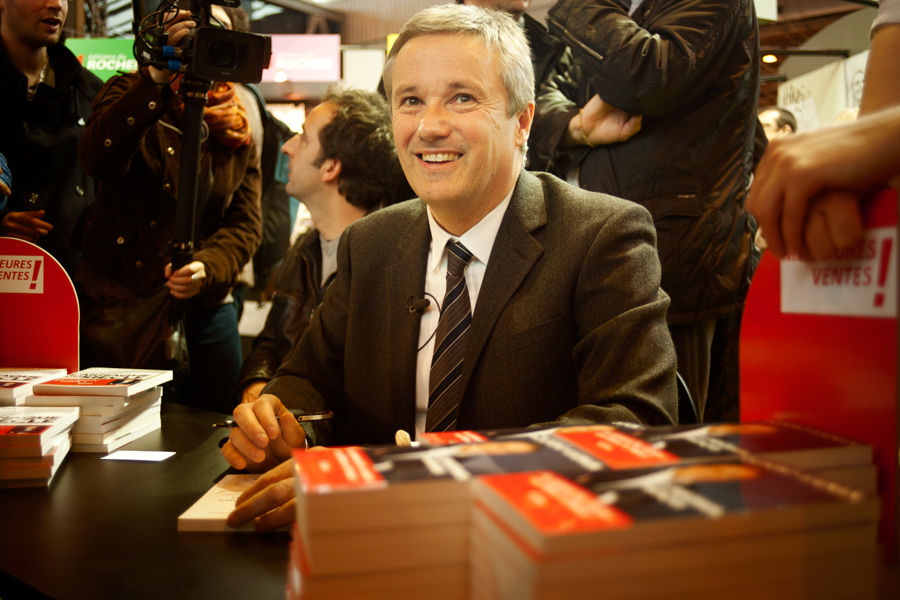
Séance de dédicaces au Salon du livre le 17 mars 2012.

- 2004 : L'Europe va dans le mur. Elle accélère. Et elle klaxonne !, éditions de l'Archipel  (ISBN 2841876047).
- 2004 : Ne laissons pas mourir la France de Paul-Marie Coûteaux et Nicolas Dupont-Aignan, éd. Albin Michel  (ISBN 2226142177).
- 2005 : J'aime l'Europe, je vote non, éditions François-Xavier de Guibert  (ISBN 2755400218).
- Osons la France  (ISBN 2914759045)
- Français, reprenez le pouvoir !, éditions L'Archipel, 2006 (Wikisource)
- 2008 : Le Coup d'État simplifié, éditions du Rocher
- 2009 : Le Petit Livre mauve, Éditions InLibroVeritas
- 2011 : L'Euro, les Banquiers et la Mondialisation : l'arnaque du siècle, éditions du Rocher  (ISBN 978-2-268-07116-9) ; cet ouvrage synthétise « au mieux les raisons profondes de [son] combat pour une certaine idée de la France » ; il semblerait qu'il s'agisse également de son programme politique en vue l'élection présidentielle française de 2012.
- 2012 : Le Printemps français : ou comment les « petits » vont libérer la France !, éditions du Rocher  (ISBN 978-2-268-07336-1)
- 2013 : Les Voleurs de la République : enquête sur les parasites fiscaux, préface d'Alain Bocquet, éditions Fayard  (ISBN 978-2-213-68064-4)
- 2016 : France, lève-toi et marche, éditions Fayard
- 2017 : Mon agenda de président, 100 jours pour tout changer, Librio
- 2019 : Résistance, éditions du Rocher
- Où va le pognon ?, éditions de l'Archipel, 7 octobre 2021, 160 p. (ISBN 2809842043 et 978-2809842043).

## Dans la fiction
En 2016, le roman de politique-fiction de Michel Wieviorka, Le Séisme. Marine Le Pen présidente — qui fait gagner l'élection présidentielle de 2017 par Mme Le Pen — fait de Dupont-Aignan le ministre de la Défense.